# Lestrigonus shizogeneosis
Lestrigonus shizogeneosis är en kräftdjursart. Lestrigonus shizogeneosis ingår i släktet Lestrigonus och familjen Lestrigonidae. Inga underarter finns listade i Catalogue of Life.